# Hołynka (rejon mostowski)
Hołynka (biał. Галынка; ros. Голынка) – wieś na Białorusi, w obwodzie grodzieńskim, w rejonie mostowskim, w sielsowiecie Mosty.
Należała do ekonomii grodzieńskiej i notowana była pod nazwą Bułaty. W dwudziestoleciu międzywojennym leżała w Polsce, w województwie białostockim, w powiecie grodzieńskim, w gminie Mosty.
Według Powszechnego Spisu Ludności z 1921 roku zamieszkiwało tu 212 osób, 34 było wyznania rzymskokatolickiego a 178 prawosławnego. Jednocześnie 46 mieszkańców zadeklarowało polską przynależność narodową, 160 białoruską a 6 inną. Były tu 35 budynki mieszkalne.
Miejscowość należała do parafii prawosławnej w Jatwiesku i rzymskokatolickiej w Mostach. Podlegała pod Sąd Grodzki w Skidlu i Okręgowy w Grodnie; właściwy urząd pocztowy mieścił się w Mostach.
W wyniku napaści ZSRR na Polskę we wrześniu 1939 miejscowość znalazła się pod okupacją sowiecką. 2 listopada została włączona do Białoruskiej SRR. 4 grudnia 1939 włączona do nowo utworzonego obwodu białostockiego. Od czerwca 1941 roku pod okupacją niemiecką. 22 lipca 1941 r. włączona w skład okręgu białostockiego III Rzeszy. W 1944 miejscowość została ponownie zajęta przez wojska sowieckie i włączona do obwodu grodzieńskiego Białoruskiej SRR.